# Boucau
Pour les articles homonymes, voir Boucau (homonymie).
Pour les articles ayant des titres homophones, voir Boucaud et Boucault.
Boucau (autrefois Le Boucau) est une commune française, située dans le département des Pyrénées-Atlantiques en région Nouvelle-Aquitaine.
Le gentilé est Boucalais (ou bocalés en gascon, et bokales en basque).

## Géographie

### Localisation
La commune de Boucau se trouve dans le département des Pyrénées-Atlantiques, en région Nouvelle-Aquitaine.
Commune de l'aire d'attraction de Bayonne située dans son unité urbaine, elle s'étend sur 5,8 km2 et compte 8934 habitants selon le recensement de la population datant de 2022. Avec une densité de 1 337 habitants par km2, Boucau a connu une hausse de 11,06 % de sa population par rapport à 1999. Entourée par les communes de Tarnos, Anglet et Bayonne, Boucau est située à 4 km au nord-ouest de Bayonne, la plus grande ville aux alentours. Située à 11 mètres d'altitude, le fleuve Adour est le principal cours d'eau qui longe la ville de Boucau.
Sur le plan historique et culturel, Boucau fait partie de la province du Labourd, un des sept territoires composant le Pays basque,. Le Labourd est traversé par la vallée alluviale de la Nive et rassemble les plus beaux villages du Pays basque. Depuis 1999, l'Académie de la langue basque ou Euskalzaindia divise le territoire du Labourd en six zones,. La commune est dans la zone Baiona-Angelu-Biarritz (Bayonne-Anglet-Biarritz), au nord-ouest de ce territoire, en façade atlantique.
Elle se situe à 120 km par la route de Pau, préfecture du département, et à 5 km de Bayonne, sous-préfecture.
Les communes les plus proches sont : 
Tarnos (2,8 km), Bayonne (3,6 km), Ondres (5,1 km), Anglet (5,1 km), Saint-Pierre-d'Irube (5,7 km), Biarritz (7,5 km), Saint-Martin-de-Seignanx (8,3 km), Mouguerre (8,4 km).

### Communes limitrophes
Les communes limitrophes sont Bayonne, Tarnos et Anglet.
|        | Tarnos (Landes) |         |
|        | Boucau          |         |
| Anglet |                 | Bayonne |

### Hydrographie

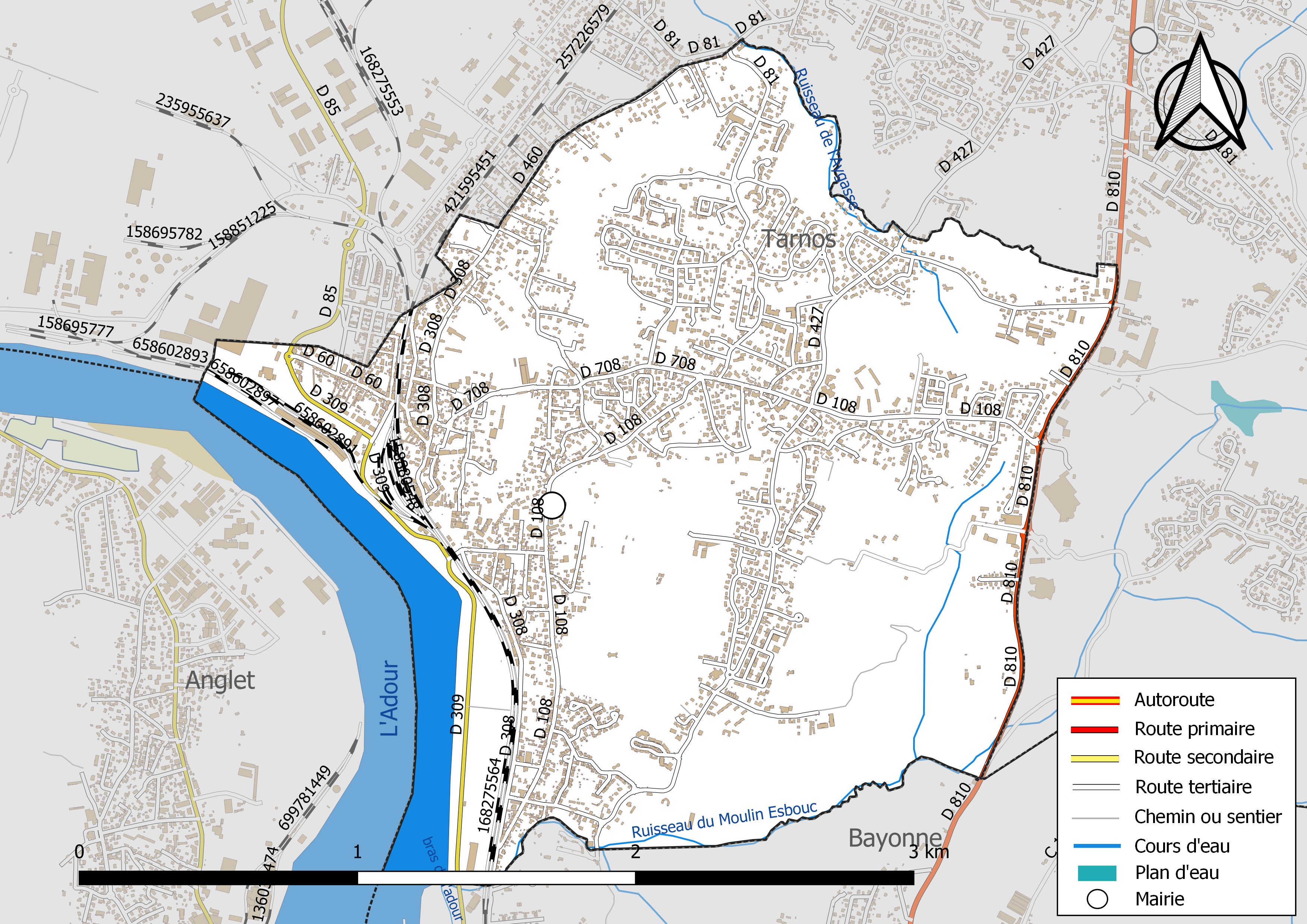
Réseaux hydrographique et routier de Boucau.

La commune est drainée par le ruisseau de l'Aygasse, le ruisseau du Moulin Esbouc et par divers petits cours d'eau, constituant un réseau hydrographique de 4 km de longueur totale,.

### Climat
Pour des articles plus généraux, voir Climat de la Nouvelle-Aquitaine et Climat des Pyrénées-Atlantiques.
Historiquement, la commune est exposée à un micro climat océanique basque.
En 2020, Météo-France publie une typologie des climats de la France métropolitaine dans laquelle la commune est dans une zone de transition entre le climat océanique et le climat de montagne et est dans la région climatique Pyrénées atlantiques, caractérisée par une pluviométrie élevée (>1 200 mm/an) en toutes saisons, des hivers très doux (7,5 °C en plaine) et des vents faibles.
Pour la période 1971-2000, la température annuelle moyenne est de 13,6 °C, avec une amplitude thermique annuelle de 12,8 °C. Le cumul annuel moyen de précipitations est de 1 441 mm, avec 13,2 jours de précipitations en janvier et 8,2 jours en juillet. Pour la période 1991-2020, la température moyenne annuelle observée sur la station météorologique la plus proche, située sur la commune d'Anglet à 5 km à vol d'oiseau, est de 14,5 °C et le cumul annuel moyen de précipitations est de 1 473,6 mm,. Pour l'avenir, les paramètres climatiques de la commune estimés pour 2050 selon différents scénarios d’émission de gaz à effet de serre sont consultables sur un site dédié publié par Météo-France en novembre 2022.

### Milieux naturels et biodiversité

#### Réseau Natura 2000
Le réseau Natura 2000 est un réseau écologique européen de sites naturels d'intérêt écologique élaboré à partir des Directives « Habitats » et « Oiseaux », constitué de zones spéciales de conservation (ZSC) et de zones de protection spéciale (ZPS).
Un site Natura 2000 a été défini sur la commune au titre de la « directive Habitats » : « l'Adour », d'une superficie de 3 565 ha, un site important pour les poissons migrateurs, l'Angélique des estuaires (espèce endémique) et le Vison d'Europe,.

#### Zones naturelles d'intérêt écologique, faunistique et floristique
L’inventaire des zones naturelles d'intérêt écologique, faunistique et floristique (ZNIEFF) a pour objectif de réaliser une couverture des zones les plus intéressantes sur le plan écologique, essentiellement dans la perspective d’améliorer la connaissance du patrimoine naturel national et de fournir aux différents décideurs un outil d’aide à la prise en compte de l’environnement dans l’aménagement du territoire.
Une ZNIEFF de type 2 est recensée sur la commune, : 
« l'Adour d'Aire-sur-l'Adour à la confluence avec la Midouze, tronçon des saligues et gravières » (2 324,27 ha), couvrant 63 communes dont 54 dans les Landes et 9 dans les Pyrénées-Atlantiques.

#### Autres milieux naturels
- Le bois Guilhou (19 hectares) est jalonné de divers sentiers de randonnées. Il s'agit du parc d'un château détruit par un incendie en 1932[26] et rasé en 1986[27].

## Urbanisme

### Typologie
Au 1er janvier 2025, Boucau est catégorisée grand centre urbain, selon la nouvelle grille communale de densité à sept niveaux définie par l'Insee en 2022.
Elle appartient à l'unité urbaine de Bayonne (partie française), une agglomération internationale regroupant 28  communes, dont elle est une commune de la banlieue,,. Par ailleurs la commune fait partie de l'aire d'attraction de Bayonne (partie française), dont elle est une commune du pôle principal,. Cette aire, qui regroupe 56 communes, est catégorisée dans les aires de 200 000 à moins de 700 000 habitants,.
La commune, bordée par l'estuaire de l'Adour, est également une commune littorale au sens de la loi du 3 janvier 1986, dite loi littoral. Des dispositions spécifiques d’urbanisme s’y appliquent dès lors afin de préserver les espaces naturels, les sites, les paysages et l’équilibre écologique du littoral, tel le principe d'inconstructibilité, en dehors des espaces urbanisés, sur la bande littorale des 100 mètres, ou plus si le plan local d’urbanisme le prévoit.

### Occupation des sols

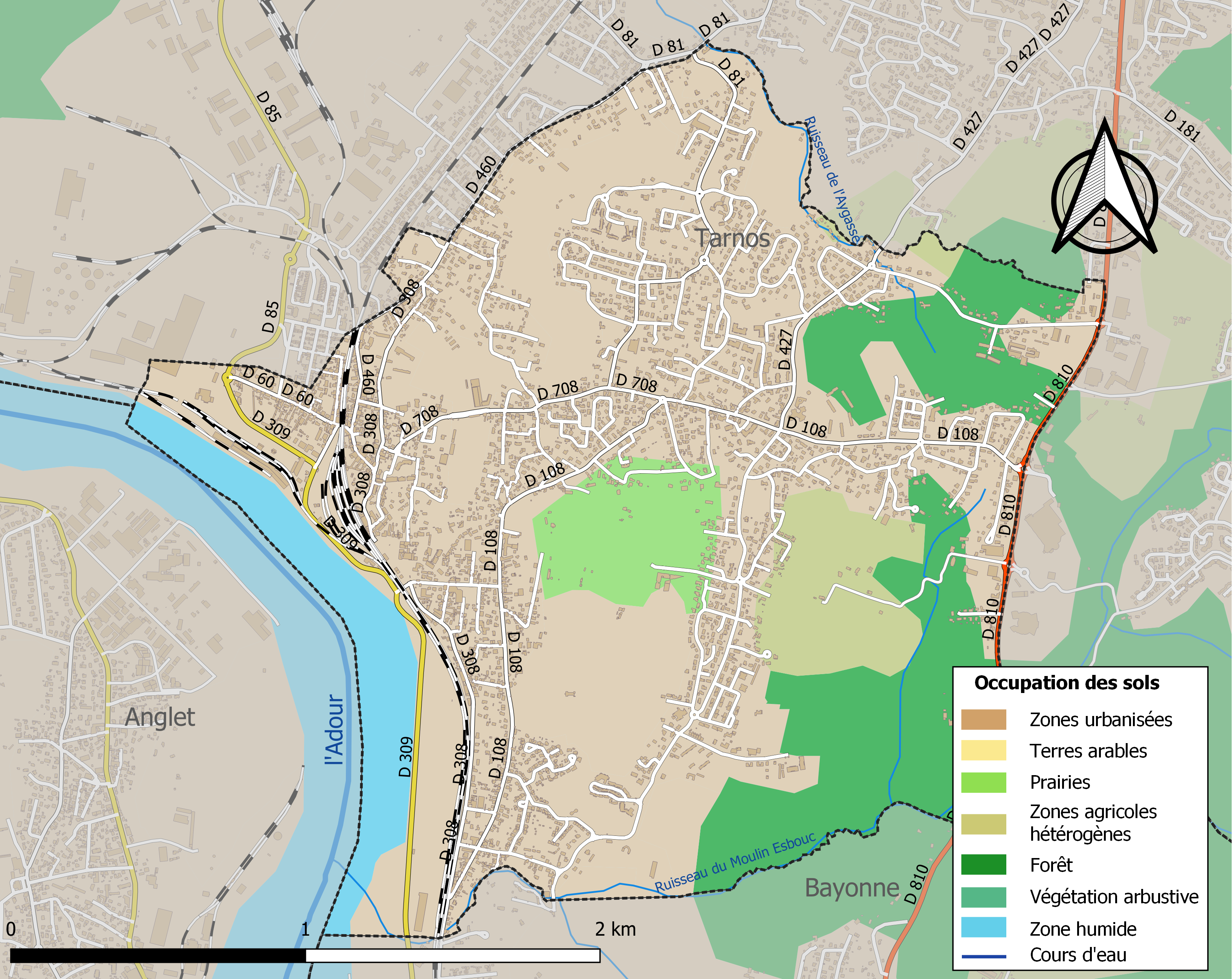
Carte des infrastructures et de l'occupation des sols de la commune en 2018 (CLC).

L'occupation des sols de la commune, telle qu'elle ressort de la base de données européenne d’occupation biophysique des sols Corine Land Cover (CLC), est marquée par l'importance des territoires artificialisés (69,8 % en 2018), en augmentation par rapport à 1990 (55,8 %). La répartition détaillée en 2018 est la suivante : 
zones urbanisées (48,8 %), espaces verts artificialisés, non agricoles (15,4 %), forêts (15,1 %), zones industrielles ou commerciales et réseaux de communication (5,5 %), eaux maritimes (5,4 %), zones agricoles hétérogènes (5,1 %), prairies (4,5 %). L'évolution de l’occupation des sols de la commune et de ses infrastructures peut être observée sur les différentes représentations cartographiques du territoire : la carte de Cassini (XVIIIe siècle), la carte d'état-major (1820-1866) et les cartes ou photos aériennes de l'IGN pour la période actuelle (1950 à aujourd'hui).

### Quartiers
La mairie de Boucau découpe la ville en neuf quartiers :
- Montespan au nord ;
- Matignon au nord ;
- Beyré au nord ;
- Barthassot au nord ;
- Lahillade au centre ;
- Romatet au centre ;
- Piquessary au centre ;
- Loustau au sud ;
- Saint-Gobain au sud.

### Lieux-dits et hameaux
- l'Avenue[12]
- Barthassot[12]
- Beyré[12]
- Bois Guilhou[12]
- la Clau[12]
- la Gargale[12]
- Haoucats[12]
- Hureous[12]
- Lahillade[12]
- Lissonde[12]
- Loustau[12]
- Matignon[12]
- Montespan[12]
- Nanot[12]
- Petit Mont[12]
- Pichepaou[12]
- Piquessarry[12]
- la Pinède[12]
- le Proye[12]
- Romatet[12]
- Saint-Gobain[12]
- Taillats[12]
- les Vignes[12]

### Risques majeurs
Le territoire de la commune de Boucau est vulnérable à différents aléas naturels : météorologiques (tempête, orage, neige, grand froid, canicule ou sécheresse), inondations et séisme (sismicité modérée). Il est également exposé à deux risques technologiques, le transport de matières dangereuses et  le risque industriel. Un site publié par le BRGM permet d'évaluer simplement et rapidement les risques d'un bien localisé soit par son adresse soit par le numéro de sa parcelle.

#### Risques naturels
La commune fait partie du territoire à risques importants d'inondation (TRI) Côtier basque, regroupant 12 communes dans les Pyrénées-Atlantiques et une dans les Landes concernées par un risque de phénomènes fluvio-maritimes pouvant s’avérer dangereux (estuaire Adour et Nive) sur le territoire de Bayonne et de crues rapides dévastatrices de la Nivelle dans sa partie sud (Ciboure, Saint-Jean-de-Luz), un des 18 TRI qui ont été arrêtés fin 2012 sur le bassin Adour-Garonne. La plus forte crue connue est celle de 1952, suivie de celle de 1981. Des cartes des surfaces inondables ont été établies pour trois scénarios : fréquent (crue de temps de retour de 10 ans à 30 ans), moyen (temps de retour de 100 ans à 300 ans) et extrême (temps de retour de l'ordre de 1 000 ans, qui met en défaut tout système de protection). La commune a été reconnue en état de catastrophe naturelle au titre des dommages causés par les inondations et coulées de boue survenues en 1982, 1983, 1988, 1991, 1995, 2009 et 2018,.

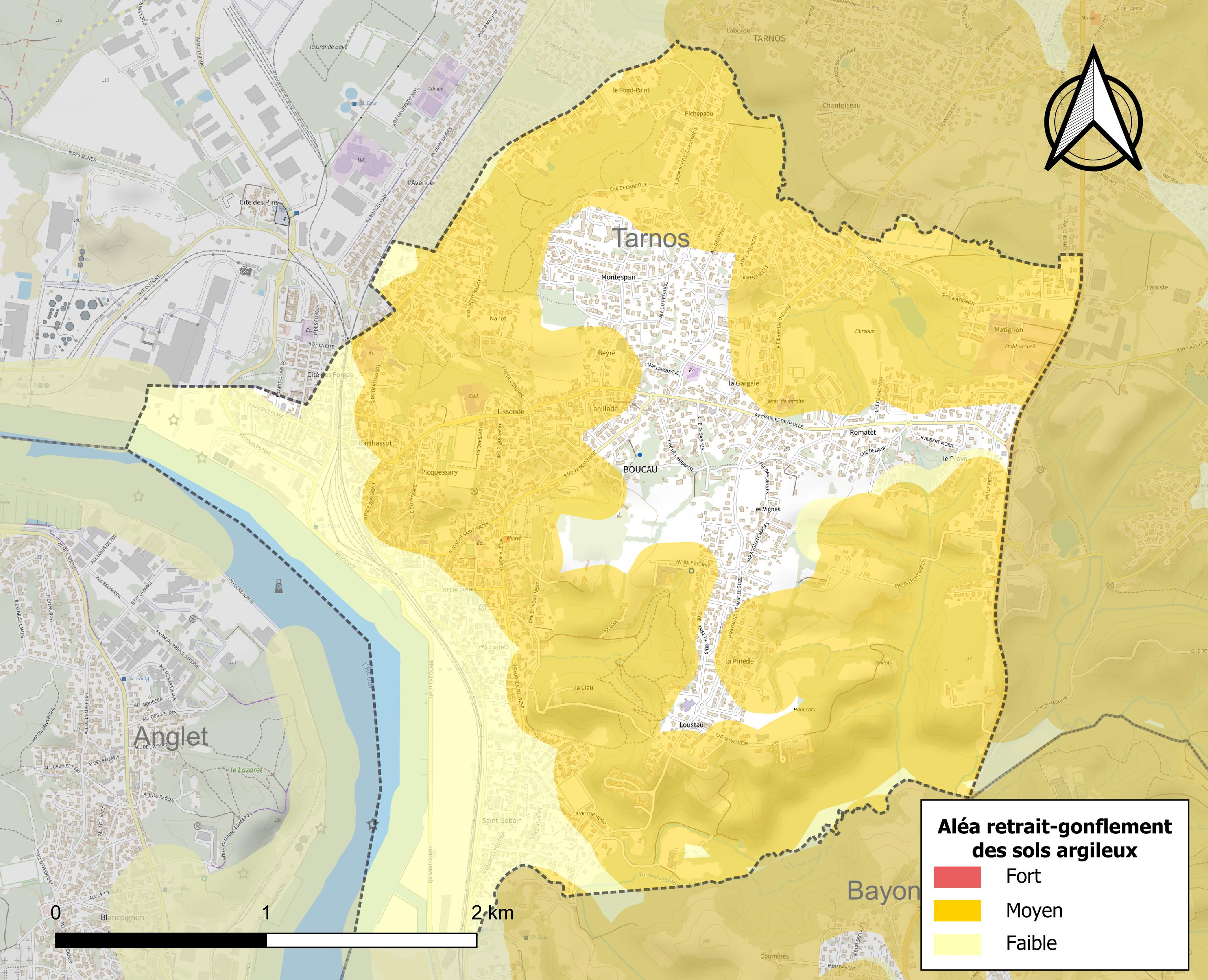
Carte des zones d'aléa retrait-gonflement des sols argileux de Boucau.

Le retrait-gonflement des sols argileux est susceptible d'engendrer des dommages importants aux bâtiments en cas d’alternance de périodes de sécheresse et de pluie. 63 % de la superficie communale est en aléa moyen ou fort (59 % au niveau départemental et 48,5 % au niveau national). Depuis le 1er octobre 2020, en application de la loi ELAN, différentes contraintes s'imposent aux vendeurs, maîtres d'ouvrages ou constructeurs de biens situés dans une zone classée en aléa moyen ou fort,.

#### Risque technologique
La commune est exposée au risque industriel, car elle est dans le périmètre du plan de prévention des risques technologiques (PPRT) LBC approuvé le 5 avril 2013,.

## Toponymie

### Attestations anciennes
Le toponyme Boucau apparaît sous les formes
Puncta (XIIe siècle),
Putta et Puncta (début XIIIe siècle, Pardessus, collection des lois maritimes),
Le Boucquau de Bayonne (1586, André Thevet, Le Grand Insulaire),
La Punte (1255, archives de Bayonne),
Le Boucau (1863, dictionnaire topographique Béarn-Pays basque) et
Bokale au XIXe siècle.

### Noms basque et occitan

#### Nom basque
Le nom basque de Boucau est Bokale. Il fut normalisé par l'Académie de la langue basque le 30 mars 2000.
Le gentilé est bokales.

#### Nom occitan
Son nom occitan gascon est Lo Bocau [lu βuˈkaw], qui signifie dans cette langue l'embouchure[réf. nécessaire].

## Histoire
C'est en 1578 que l'Adour, dont l'embouchure se trouve alors plus au nord, à Vieux-Boucau, est détournée pour se jeter dans un quartier de la ville de Tarnos (Landes) : le Boucau.
En effet, en 1562, la ville de Bayonne, alors en déclin, obtient de Charles IX de France qu'on lui donne un accès direct à l'océan. C'est Louis de Foix qui fait réaliser la trouée vers l'océan dans laquelle le fleuve s'engouffre le 25 octobre 1578. 
Le trafic du port fait alors vivre des pilotes guidant les navires et quelques dockers.
Boucau a fait partie de la baronnie du Seignanx. Le Seignanx est centré sur les croupes surplombant les anciens marais d'Orx, asséchés en 1864. Il était initialement constitué des localités de Boucau, Tarnos, Ondres, Saint-Martin-de-Seignanx, et Saint-André-de-Seignanx.
En 1855, le tracé de la liaison ferroviaire Bordeaux-Bayonne entraîne la création d'une gare dans ce même quartier. Napoléon III, le 1er juin 1857, décide de la création de la commune de Boucau, en détachant deux quartiers de Tarnos : le quartier bas (Boucau) et le quartier haut (Romatet).
L’amélioration des accès maritimes, la desserte ferroviaire, la proximité de l’Espagne avec ses gisements de minerai de fer de Biscaye vont conduire à l’implantation de l’usine des Forges de l'Adour en 1881. L’usine est spécialisée dans la production de rails et accessoires des voies ferrées. Cette industrialisation subite va entraîner une expansion économique et démographique sans précédent sur la commune. L'« épopée » des forges s'achève en 1965.

## Politique et administration

### Intercommunalité
Boucau fait partie de l'Eurocité basque Bayonne - San Sebastián.
Boucau fait partie de six structures intercommunales :
- l’agence publique de gestion locale ;
- la Communauté d'agglomération du Pays Basque;
- le syndicat AEP de Boucau-Tarnos ;
- le syndicat d’énergie des Pyrénées-Atlantiques ;
- le syndicat intercommunal pour la gestion du centre Txakurrak ;
- le syndicat intercommunal pour le soutien à la culture basque.

### Jumelages
Montilla (Espagne) (Espagne) depuis 1979.

## Population et société

### Démographie
L'évolution du nombre d'habitants est connue à travers les recensements de la population effectués dans la commune depuis 1856. Pour les communes de moins de 10 000 habitants, une enquête de recensement portant sur toute la population est réalisée tous les cinq ans, les populations de référence des années intermédiaires étant quant à elles estimées par interpolation ou extrapolation. Pour la commune, le premier recensement exhaustif entrant dans le cadre du nouveau dispositif a été réalisé en 2005.

En 2022, la commune comptait 8 934 habitants, en évolution de +8,95 % par rapport à 2016 (Pyrénées-Atlantiques : +3,78 %, France hors Mayotte : +2,11 %).
| 1856  | 1861  | 1866  | 1872  | 1876  | 1881  | 1886  | 1891  | 1896  |
| ----- | ----- | ----- | ----- | ----- | ----- | ----- | ----- | ----- |
| 1 512 | 1 487 | 1 555 | 1 643 | 1 700 | 1 863 | 2 720 | 3 440 | 3 989 |

| 1901  | 1906  | 1911  | 1921  | 1926  | 1931  | 1936  | 1946  | 1954  |
| ----- | ----- | ----- | ----- | ----- | ----- | ----- | ----- | ----- |
| 4 944 | 4 785 | 5 280 | 5 182 | 5 469 | 5 738 | 5 568 | 5 187 | 5 400 |

| 1962  | 1968  | 1975  | 1982  | 1990  | 1999  | 2005  | 2006  | 2010  |
| ----- | ----- | ----- | ----- | ----- | ----- | ----- | ----- | ----- |
| 5 801 | 5 831 | 6 091 | 6 169 | 6 814 | 7 007 | 7 325 | 7 342 | 7 762 |

| 2015  | 2020  | 2022  | - | - | - | - | - | - |
| ----- | ----- | ----- | - | - | - | - | - | - |
| 7 950 | 8 764 | 8 934 | - | - | - | - | - | - |

La commune fait partie de l'aire d'attraction de Bayonne.

### Enseignement
La commune dispose de six écoles :  trois écoles maternelles publiques (Elisa Lassalle, Jean-Baptiste Lanusse et Irène Joliot-Curie), deux écoles élémentaires publiques (Jean Abbadie et Paul Langevin) et une école primaire privée (Sainte-Jeanne-d'Arc).

## Économie
Son industrie se résume aujourd'hui à l'Aciérie de l'Atlantique (groupe espagnol Celsa depuis mai 2007), créée en 1995, spécialisée dans la production de billettes d'acier.
Les Ciments de l'Adour, filiale des Ciments français (groupe Italcementi), ont maintenu une usine de fabrication de ciments à l'emplacement des anciennes Forges de l'Adour jusqu'en 1993. Jusqu'à cette date, des barges transportant du calcaire en provenance des carrières de Guiche et d'Arancou descendaient l'Adour (à heures variables, compte tenu de l'influence des marées sur les tirants d'air sous les ponts) pour alimenter l'usine. Depuis cette date, l'usine a été transformée en centre de broyage. Elle est désormais un centre d'ensachage de ciments fabriqués en Espagne par le même groupe.
Comme le reste de la Côte basque et aquitaine, la commune vit du tourisme littoral.

## Culture locale et patrimoine

### Patrimoine linguistique

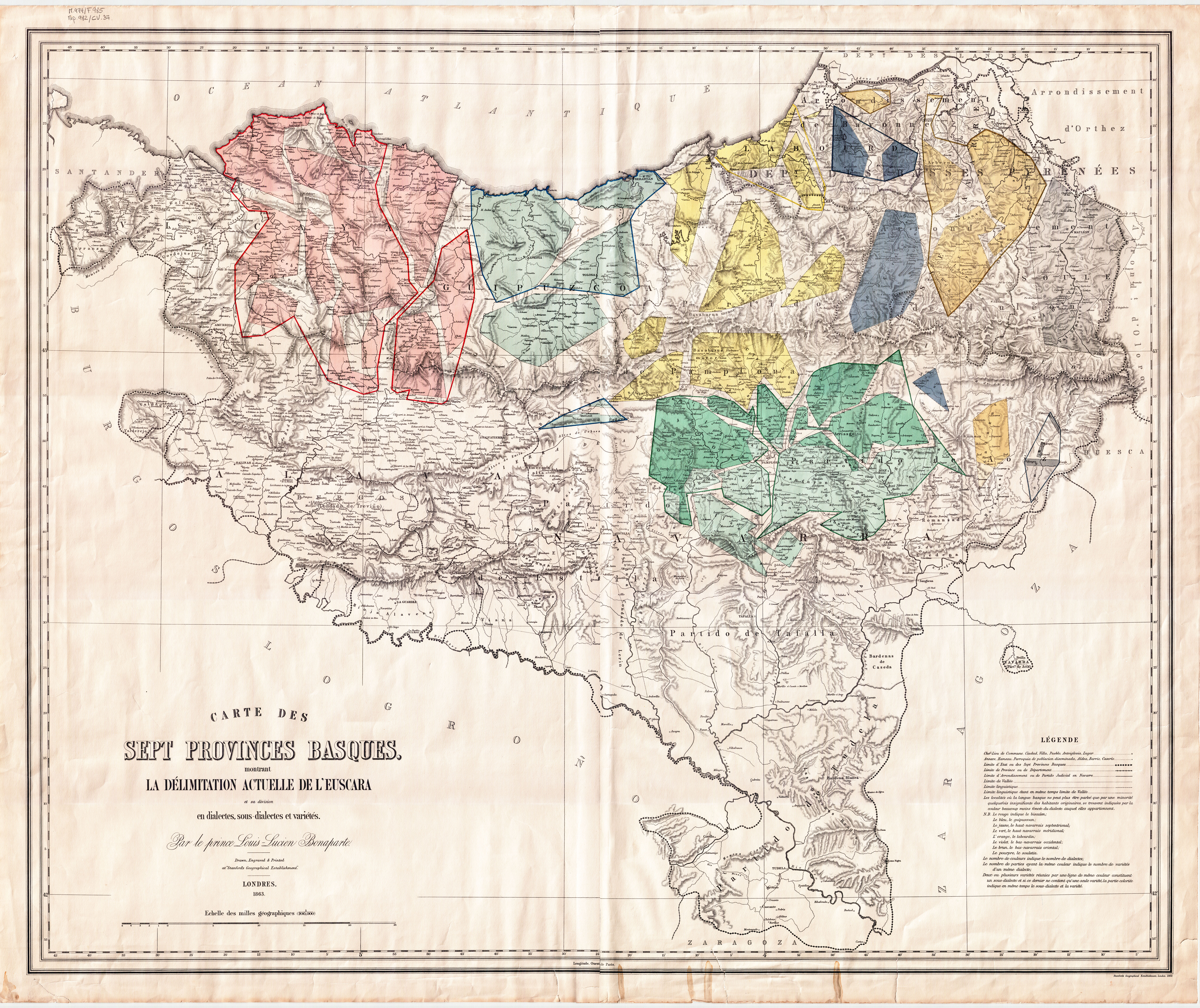
Carte des sept provinces basques (1), 1863.

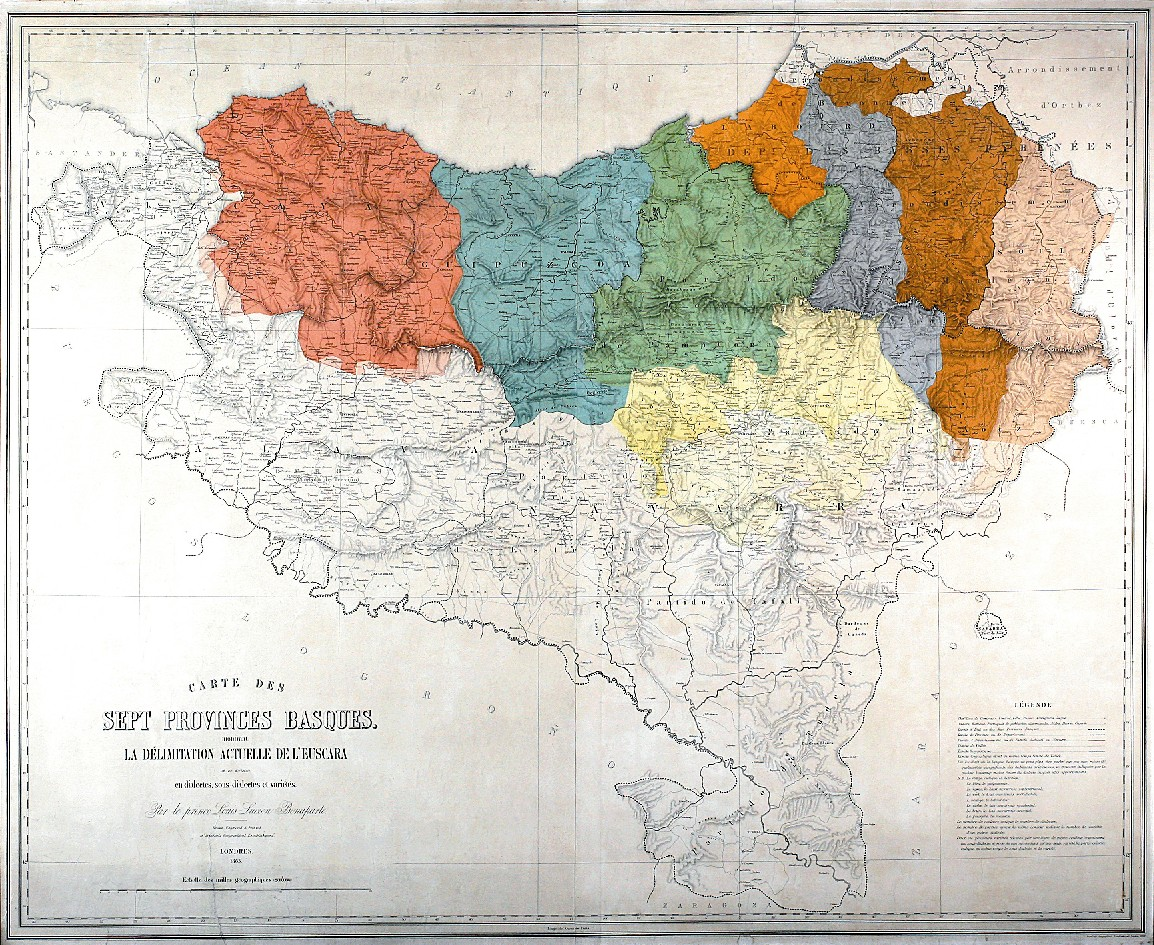
Carte des sept provinces basques (2), 1863.

Les deux versions de la Carte des sept provinces basques montrant la délimitation actuelle de l'euscara en dialectes, sous-dialectes et variétés dressée en 1863 par le prince Louis-Lucien Bonaparte placent Boucau en dehors de l'aire bascophone.
Le Recueil de linguistique et de toponymie des Pyrénées réalisé en 1887 par Julien Sacaze  nous livre pour Boucau une version en gascon, composée d'une traduction de deux textes mythologiques, ainsi que d'une liste des micro-toponymes de la commune.
Le Recueil des idiomes de la région gasconne réalisé en 1894 par le linguiste Édouard Bourciez cite pour Boucau une version de la parabole de l'enfant prodigue traduite en gascon.
La carte du Pays basque français dressée en 1943 par Maurice Haulon laisse apparaître la "démarcation actuelle entre la langue basque et les dialectes romans", incluant la commune de Boucau dans l'aire gasconophone.
D'après la Morfología del verbo auxiliar vasco [Morphologie du verbe auxiliaire basque], Boucau n'est pas située dans l'aire bascophone.
Selon Jacques Allières qui dresse en 1977 la frontière linguistique de la langue basque, Boucau est située en dehors de la zone bascophone.
Festivités
Organisées par le Comité des fêtes, les fêtes patronales se déroulent à la Pentecôte.

### Patrimoine civil
Centre Culturel Paul Vaillant-Couturier (Apollo)

### Patrimoine religieux
- Église Notre-Dame-du Bon Secours[66].

## Équipements

### Clubs et équipements sportifs
- Le Boucau Tarnos stade est un club de rugby à XV. Jusqu'à la saison 1988-89, il se dénommait Boucau-Stade. Il a longtemps joué les premiers rôles dans le championnat de France (21 saisons consécutive en 1re division de la saison 1970-71 à la saison 1990-1991) avant de subir les contrecoups du déclin économique des années 1980/1990.

### Enseignement
La commune dispose de trois écoles primaires et d'un collège (collège Henri-Barbusse).

### Transports urbains
Les lignes B, 4, 7 et 9 du réseau de bus Chronoplus, exploité par Keolis Côte Basque-Adour desservent Boucau en la reliant aux autres communes de l'agglomération : Anglet, Bayonne, Biarritz, Bidart, Saint-Pierre-d'Irube et Tarnos.

## Personnalités liées à la commune
- Germain Calbète, né le 12 février 1918 à Boucau, est un joueur français de rugby à XV et rugby à XIIII, qui a joué avec l'équipe de France de rugby à XIII et Carcassonne.
- Jean Castets, né le 7 septembre 1900 à Boucau, est un joueur de rugby à XV. Il a joué en équipe de France et évoluait au poste de deuxième ligne.
- Jean-Baptiste Bédère, né le 6 février 1902 à Boucau et décédé le 1er juin 1969, est un joueur français de rugby à XV ayant occupé le poste de seconde ligne au Boucau Tarnos stade, puis au Castres olympique, et enfin au SU Agen.
- Paul Rambié, né le 24 mai 1919 à Boucau, est un artiste peintre.
- Félix Bergèse (1914-2003) né au Boucau est un joueur international de rugby à XIII.
- Roland Bierge, né le 26 août 1922 est un artiste peintre.
- Laurent Bidart, né le 11 janvier 1930 à Boucau, est un joueur de rugby à XV, qui a joué avec l'équipe de France et le Stade rochelais.
- Robert Baulon, né le 21 octobre 1930 à Boucau, est un joueur français de rugby à XV, qui a joué avec l'équipe de France, le CS Vienne, l'Aviron bayonnais et le Stade montois.
- Robert Dorfmann, (1912-1999) est un producteur de cinéma qui fut en 1938 le 1er administrateur de la salle Apollo.

## Pour approfondir